# Agostino Magliani
Agostino Magliani, född 1824 i Laurino, död 1891 i Rom, var en italiensk baron, finansman och politiker. 
Magliani gjorde sig bemärkt som nationalekonom av frihandelsskolan, blev senator 1871 och var 1877–88 med korta avbrott finansminister samt avskaffade som sådan tvångskursen.